# جود نيوز فور فلمز
جود نيوز فور فيلمز شركة إنتاج سينمائي تابعة لمجموعة جودنيوز جروب بالانجليزى (Good News Group) وتعتبر من أكبر شركات إنتاج السينما في مصر والوطن العربي وانتجت العديد من الافلام منها:
1- حليم (فيلم) عام 2006 بطولة أحمد زكي - جمال سليمان - منى زكي
2- عمارة يعقوبيان (فيلم) عام 2006 بطولة عادل إمام - نور الشريف - يسرا - هند صبري ونخبة من النجوم
3- مرجان أحمد مرجان (فيلم) عام 2007 بطولة عادل إمام - ميرفت أمين
4- حسن ومرقص (فيلم) عام 2008 بطولة عادل إمام - عمر الشريف
5- ليلة البيبي دول (فيلم) عام 2008 بطولة نور الشريف - ليلى علوي - محمود عبد العزيز - سلاف فواخرجي ونخبة من النجوم
6- رمضان مبروك أبو العلمين حمودة (فيلم) عام 2008 بطولة محمد هنيدي - سيرين عبد النور
7- إبراهيم الأبيض (فيلم) عام 2009 بطولة أحمد السقا - هند صبري - محمود عبد العزيز
8- بوبوس (فيلم) عام 2009 بطولة عادل إمام - يسرا

## التوقف
واجهت الشركة تحديات مالية كبيرة أدت إلى توقفها عن الإنتاج،. بحسب تصريحات المخرج عادل أديب، الشركة تكبدت خسائر مادية جسيمة، حيث كانت تستلف من عدة جهات (جرائد، مجلات، إذاعة، تلفزيون، وإنترنت) لتمويل إنتاج الأفلام، لكنها فشلت في استعادة التكاليف بسبب سوء إدارة التسويق. كانت السينما تأخذ 50% من الإيرادات، والموزع 25%، ولم تتحصل الشركة على الـ25% المتبقية بالكامل. هذا العجز المالي، إلى جانب أموال مستحقة لم تُسدد، أدى إلى قرار التوقف عن الإنتاج. 